# Орикюла (Сааремаа)
О́рикюла (эст. Oriküla), в начале XX века также О́рикюля — местность в Эстонии, бывшая деревня в уезде Сааремаа. Территориально относится к ближайшему населённому пункту — деревне Карида. Исторически входила в состав прихода Кярла.

## История
Мыза Орикюла (Орикюль) была основана в начале XVII века, вероятно, после 1628 года. Впервые она упоминается в 1645 году как Orriküll.
На военно-топографических картах Российской империи (1846–1897 годы), в состав которой входила Лифляндская губерния, мыза обозначена как мз. Орикюль.
Первоначально мыза принадлежала дворянскому семейству Йенсенов (Jensen). После Северной войны она перешла в собственность Веймарнов, а с 1771 года — Буксгевденам. После этого мыза сменила ещё нескольких владельцев. В начале XIX века она принадлежала Пилару фон Пильхау, затем фон Нолькену и фон Гнаде (von Gnadе), и в 1827 году перешла в собственность семьи фон Бартоломей.
В 1871 году мыза была пожертвована дворянским семейством Бартоломей пансионату для благородных девиц (убежища в имении Оррикюль, Кергельского прихода на острове Эзеле, для призрения дворянских девиц, записанных в матрикулы Лифляндской, Эстляндской и Курляндской губерний и острова Эзеля).
Главное здание (господский дом) мызы — это небольшой одноэтажный каменный дом, построенный в середине XIX века. Уникальное здание позднего классицистического стиля имеет доломитовые четырёхугольные профили, двускатную крышу и сотовые окна.
В 1920-х годах, в ходе земельной реформы на землях мызы было создано поселение, которое после Второй мировой войны пришло в запустение.
В послевоенное время на землях мызы были размещены части Советской армии. Мызные здания были частично разрушены и перестроены. Появилось много новых строений и сооружений, также был частично изменён ландшафт местности.
Согласно данным переписей населения 1959 и 1970 годов, в деревне Орикюла проживали соответственно 9 и 10 человек.
Несколько хозяйств, оставшихся от деревни на севере нынешней волости Каарма, были объединены с деревней Каармизе еще в [[1977 году, но бо́льшая часть бывшего поселения, включая мызу, в настоящее время относится к деревне Карида.

## Советские войска в Орикюла
В Орикюла  дислоцировался командный пункт 210-й бригады ПВО, в/ч 74907. Позывной — «Заступник». Также в Орикюла находились 508-й радиотехнический центр и 2314-й отдельный радиотехнический батальон.

### Орикюла в воспоминаниях

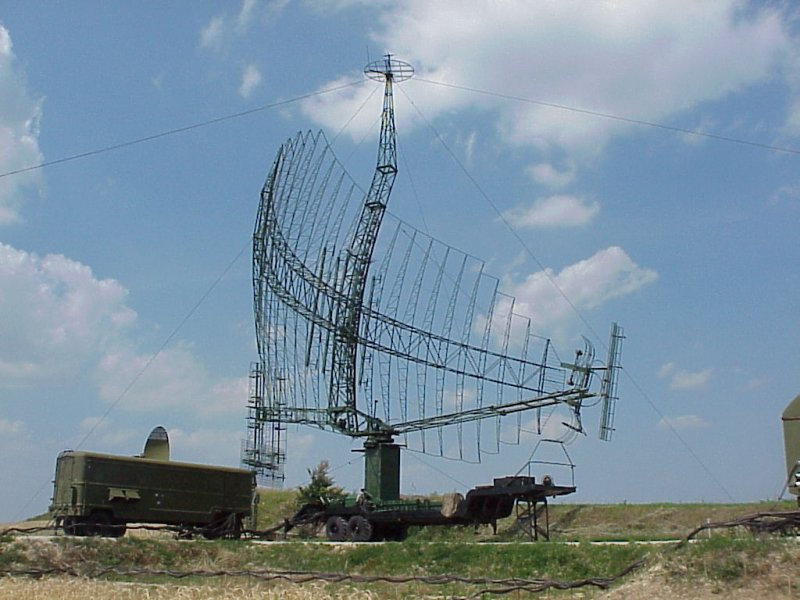
Радиолокационная станция 5Н84 в Орикюла

«Когда на боевое дежурство в 508 РТЦ Орикюла поставили РЛС 5Н84-А, она стала работать по графику. Станция уверенно обнаруживала цели и на малых и на больших высотах, претензий к её работе не было. Вскоре мы стали замечать, что когда по графику выпадали дневные часы, операторы обнаруживали и сопровождали цель на фоне местных предметов, которая на предельно малой высоте двигалась со скоростью 80-100 км/час на северо-восток от Кингисеппа в направлении Ориссаре. На запрос она не отвечала. Естественно, она выдавалась на КП 4 ртбр. Оперативный дежурный КП бригады жёстко требовал разобраться, что это такое. Ему ведь тоже с вышестоящего КП спокойной жизни не давали. Если пролонгировать трассу цели, она выходила прямо на Таллин. Как тут не беспокоиться? В районе Ориссаре цель обычно терялась и её больше никто не наблюдал. Мы связывались с моряками, пограничниками, с метеослужбой на острове, однако прояснить обстановку не удавалось, все заявляли, что в данном районе никакой активности они не проявляют. Когда мы догадались наложить кальку с маршрутом полёта цели на топографическую карту острова, то обнаружили, что трасса цели совпадает с шоссе Кингисепп-Ориссаре. Тогда сопоставили расписание движения автобуса Кингисепп-Таллин со временем прокладки трассы цели. Всё совпало! Наша РЛС видела «Икарус»! Что эти РЛС В Казахстане обеспечивают посадку космических аппаратов, мы знали, но чтобы наземные цели водить?! Боевые возможности РЛС превзошли наши ожидания. Люди убедились, что с такой техникой можно уверенно решать задачи радиолокационной разведки».

#### Видео
- о. Сааремаа. КП дивизии Орикюла (Карида), 2019 г. на YouTube

## Автоспорт в Орикюла
После вывода российских войск из Эстонии в Орикюла, вблизи бывшего командного пункта бригады ПВО, была построена парная трасса, на которой проводится традиционное «Ралли Сааремаа», являющееся этапом чемпионата Эстонии по автоспорту.

#### Видео
- Этап «Ралли Сааремаа», 2005 г. на YouTube
- Этап «Народного ралли Сааремаа», 2005 г. на YouTube
- «Ралли Сааремаа», 2008 г., 1-й этап, 1-й день. на YouTube

### Комментарии
1. ↑  Эстонские топонимы, оканчивающиеся на -а, в русском языке не склоняются[8], а род получают по родовому слову, например, деревне присваивается женский род, хотя в эстонском языке нет категории рода.